# مرکز کالج شهروند شرکتی بوستون
مرکز کالج شهروند شرکتی بوستون (به انگلیسی: Boston College Center for Corporate Citizenship) یک مرکز آموزشی و تحقیقاتی برمبنای اعضا در دانشکده مدیریت کارول است. این مرکز علوم و فرصتهای یادگیری طراحی شده برای کمک به مدیران و کارکنان عالی در مورد شهروند شرکتی را فراهم می‌کند. همچنین برنامه‌های آموزشی اجرایی، کنفرانس، ابزارها و پژوهش را برای اعضا در تمام دنیا در مورد مسائل شهروند شرکتی ارائه می‌دهد. بیشتر تحقیقات این مرکز به صورت رایگان برای عموم در دسترس است و می‌توان از وب‌سایت آن دانلود نمود.
روزنامهٔ نیویورک تایمز، مؤسسه گلاب و مجله تجارت بوستون در مورد فعالیت‌های مرکز گزارش‌های جامعی را ارائه داده‌اند. همچنین این مرکز خود نیز مجله شهروند شرکتی را راه‌اندازی نموده است که به صورت واضحی بر یکپارچه‌سازی تئوری شهروند شرکتی با تجربیات مدیریتی تمرکز دارد.